# Джин Баттен
Джин Ґарднер Батте́н (англ. Jane «Jean» Gardner Batten; 15 вересня 1909, Роторуа — 22 листопада 1982, Пальма) — новозеландська льотчиця, що встановила кілька рекордів перельотів. Командор ордену Британської імперії (1936), золотої авіаційної медалі ФАІ (1938).

## Біографія

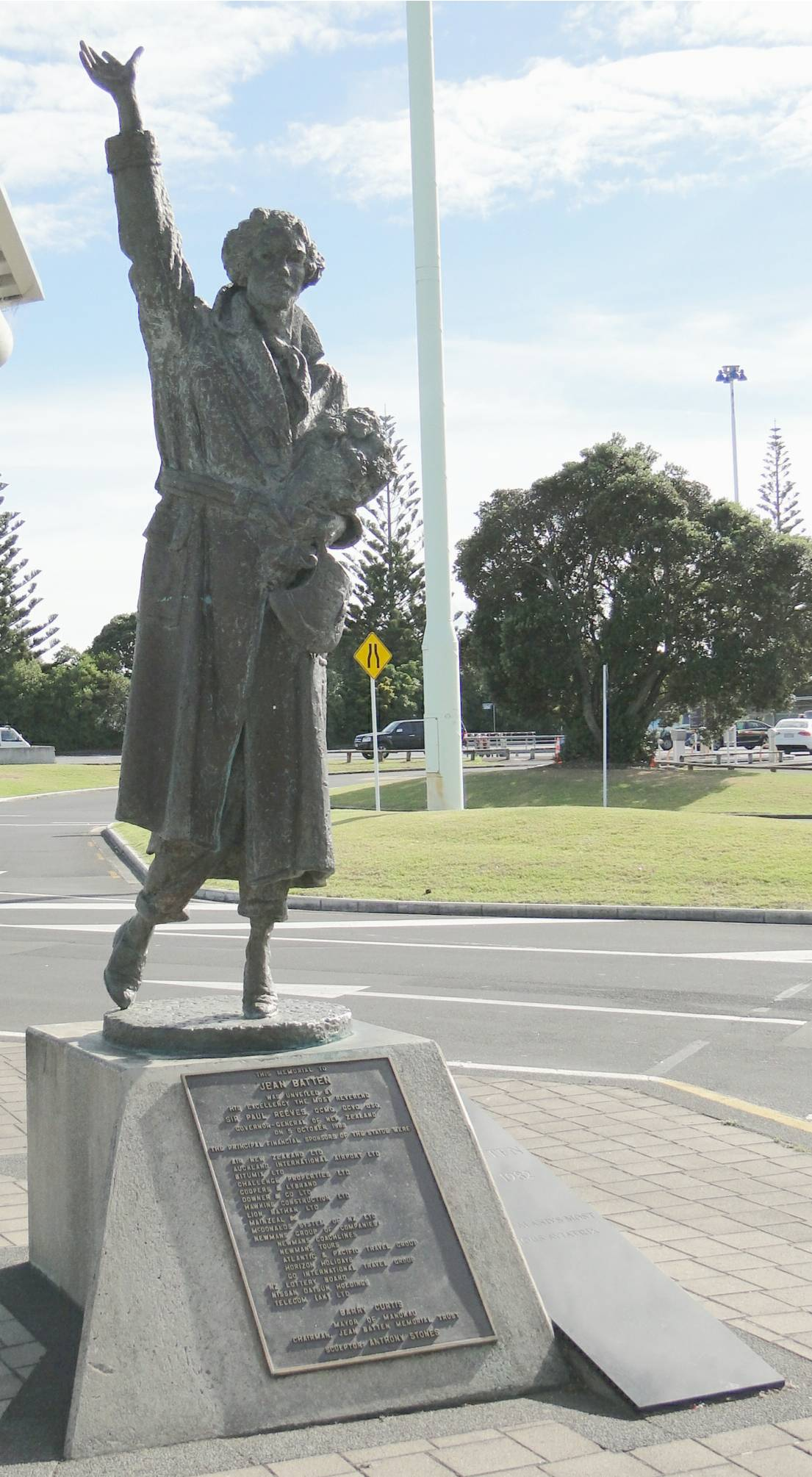
Пам'ятник Джин Баттен в аеропорту Окленда

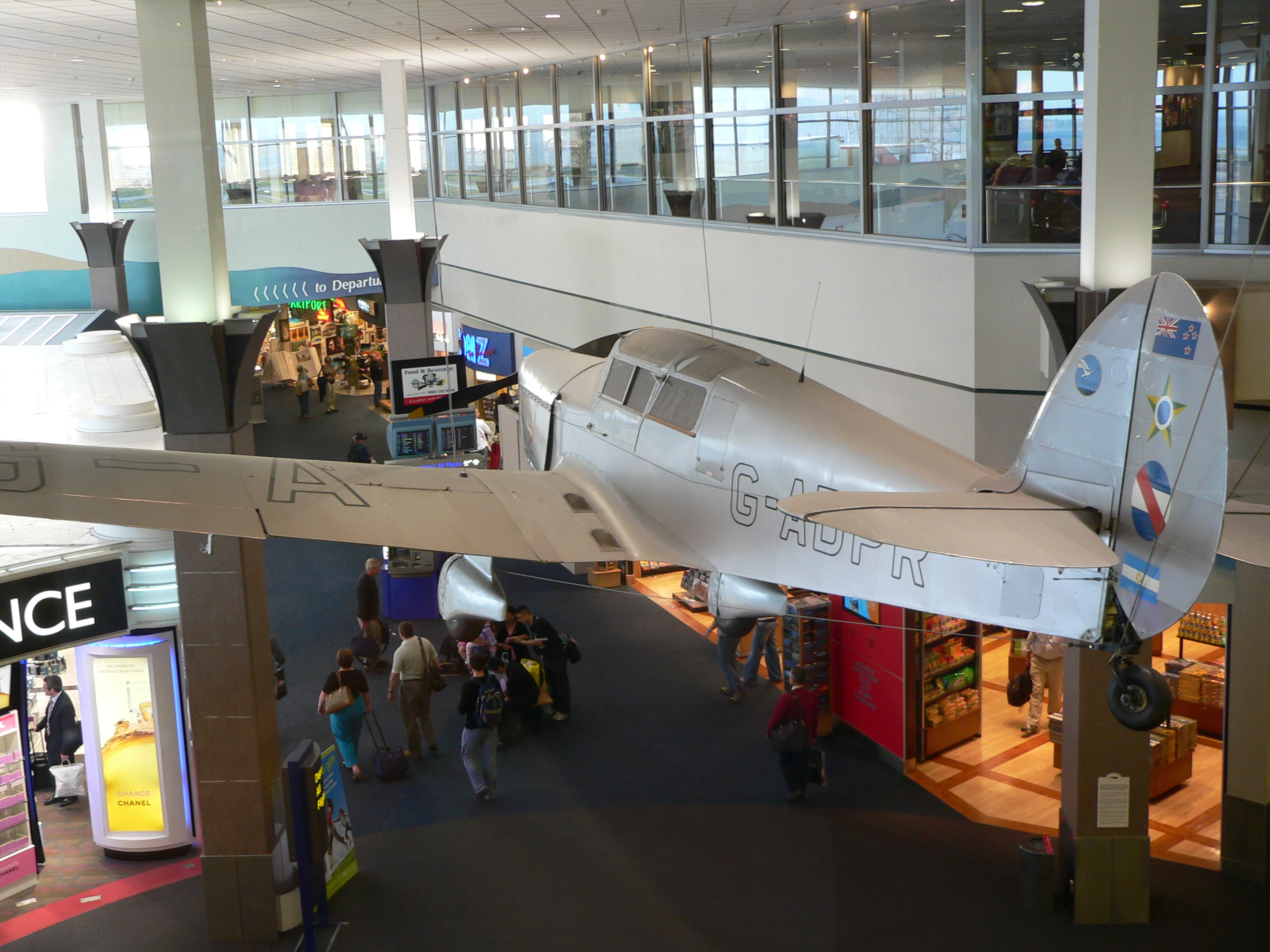
Точна модель літака Джин Баттен в одному із залів аеропорту Окленда

Народилася 15 вересня 1909 р. в новозеландському місті Роторуа. Освіту отримала в приватній школі в Окленді. В 1930 році переїхала в Лондон і почала брати уроки в одному з лондонських аероклубів. Першу ліцензію на право управління літаком отримала в 1931 році.
В 1933 році здійснила першу спробу перельоту з Великої Британії в Австралію, що закінчилась невдало внаслідок поломки двигуна літака в Індії. Друга спроба такого ж перельоту закінчилась вимушеною посадкою в Італії. Третя спроба була успішною, стартувавши 8 травня 1934 р., Баттен досягла австралійського міста Дарвін через 14 днів і 22 годин. Через кілька тижнів після цього вона стала першою жінкою-льотчицею, що здійснила зворотній переліт з Австралії у Велику Британію.
11 листопада 1935 року Баттен зробила спробу встановлення рекордного часу перельоту через Атлантику, між берегами Африки і Бразилії. Але досягнутий нею час (61 година 15 хвилин) більш ніж на 20 годин перевершив тогочасний рекорд для цього маршруту.
5 жовтня 1936 року Баттен почала переліт із Великої Британії в Нову Зеландію. Уже через 6 днів досягнула Австралії, 16 жовтня покинула її береги й після 10 з половиною годин польоту над Тасмановим морем досягнула Нової Зеландії. Час її одиночного перельоту становив 11 днів і 45 хвилини. Цей рекорд протримався протягом подальших 44 років. Після кількох місяців відпочинку на батьківщині Баттен здійснила зворотній переліт у Велику Британію за 5 днів і 18 годин, таким чином, встановивши два світових рекорди при польоті в обох напрямках.
В 1938 році Баттен стала першою жінкою, удостоєною за досягнення золотої авіаційної медалі ФАІ.
В 1977 році міжнародний термінал аеропорту Окленд був названий іменем Джин Баттен. Того ж року вона була почесною гостею на відкритті павільйону піонерів авіації Оклендського Музею транспорту і технологій, після чого повернулася у свій будинок в Іспанії.
Баттен мешкала в різних місцях світу з матір'ю до її смерті в 1965 році.
Джин Баттен померла в готелі на Майорці через ускладнення від укусу собаки 22 листопада 1982 року, похована 22 січня 1983 року під батьковим прізвищем Гарднер. На Майорці вона перебувала лише протягом тижня й ніким не знана. Тому рідні Баттен і світова громадськість дізнались про її смерть п'ять років потому, у вересні 1987 року.